# Геннадий (Антонов)
Геннадий (в миру Гурий Васильевич Антонов; 1903 — 2 февраля 1996, Новозыбков, Брянская область) — архиепископ Новозыбковский, Московский и всея Руси.

## Биография
Был участником в советской-финской и Великой Отечественной войн. Работал на железнодорожном вокзале.
В 1958 году был рукоположен во диакона. С 1960 года служил протодиаконом в Спасо-Преображенском кафедральном соборе Новозыбкова.
В 1979 году был пострижен в монашество с именем Геннадий. в сентябре того же года Архиерейским собором Древлеправославной церкви был избран главою Древлеправославной церкви.
Усердно заботился о поставлении священнослужителей, по его благословению началось издание церковного календаря Древлеправославной церкви и духовной литературы, восстановлены и освящены многие старообрядческие храмы, подготовлено к открытию духовное училище РДЦ.
В 1990 году по благословению архиепископа Геннадия в Новозыбкове Брянской области было открыто Высшее Древлеправославное Духовное Училище.
Скончался 2 февраля 1996 года. Похоронен на старообрядческом кладбище в Новозыбкове.